# Alexis Ruiz
Alexis Ruiz (30 de julio de 1999) es una deportista estadounidense que compitió en tiro con arco, en la modalidad de arco compuesto. Ganó dos medallas en el Campeonato Mundial de Tiro con Arco al Aire Libre, plata en 2019 y oro en 2023.

## Palmarés internacional
| Campeonato Mundial al Aire Libre | Campeonato Mundial al Aire Libre | Campeonato Mundial al Aire Libre | Campeonato Mundial al Aire Libre |
| Año                              | Lugar                            | Medalla                          | Prueba                           |
| -------------------------------- | -------------------------------- | -------------------------------- | -------------------------------- |
| 2019                             | 's-Hertogenbosch (Países Bajos)  | Medalla de plata                 | Equipo                           |
| 2023                             | Berlín (Alemania)                | Medalla de oro                   | Equipo mixto                     |